# Lyssa aurora
Lyssa aurora är en fjärilsart som beskrevs av Osbert Salvin och Frederick DuCane Godman 1877. Lyssa aurora ingår i släktet Lyssa och familjen Uraniidae. Inga underarter finns listade i Catalogue of Life.